# Lolo Gojer
Der Lolo Gojer (kurz Gojer) ist ein osttimoresischer Berg in der Gemeinde Bobonaro und hat eine Höhe von 1345 m. Sein Rücken dehnt sich entlang der Grenze zwischen den Aldeias Ozo und Tasmil (Suco Lontas, Verwaltungsamt Lolotoe) bis in die Mitte von Tasmil hinein aus. An seinem Südhang liegen das Dorf Ozo und weiter westlich das Dorf Tasmil. Von Ozo aus überquert die Überlandstraße den Lolo Gojer und führt weiter in Richtung Oeleo. Südlich entspringt der der kleine Fluss Phicigi.
Nördlich liegt der Berg Luhito (1691 m) und östlich schließt sich der Atubesi (1469 m) an den Lolo Gojer an. Im Süden befindet sich der Holpolec (1256 m).